# Rumen Pejčev
Rumen Pejčev (bulgare : Румен Пейчев), né le 28 décembre 1951 et mort le 3 décembre 2010, est un ancien joueur et entraîneur de basket-ball bulgare.